# A vy ljubili kogda-nibud'?
A vy ljubili kogda-nibud'? (А вы любили когда-нибудь?) è un film del 1973 diretto da Igor' Vladimirovič Usov.

## Trama
Il ragazzo Mitja si innamorò della ragazza Olja, ma la madre di Mitja divenne improvvisamente arrabbiata, meschina e arrogante. E poi i veri amici, i nonni sono venuti in aiuto degli innamorati.